# Фольклінгенський металургійний комбінат
Фольклінгенський металургійний комбінат, також Фольклінгенський металургійний завод (нім. Völklinger Hütte) — металургійний комбінат у німецькому  місті Фольклінген. Заснований 1873 року. До закриття у 1986 році був найбільшим металургійним комбінатом Західної Європи. Окрім власне металургійного виробництва на заводі були аглофабрика і коксохімзавод. 1994 року завод було занесено до списку  Світової спадщини ЮНЕСКО.

## Історія
1873 року біля міста Фольклінген на березі річки Саар було засновано залізоробний завод за участі інженера-металурга Юліуса Буха. На заводі були пудлінгові і зварочні пічі. Однак, вже через шість років виробництво прийшлося згорнути через нерентабельність. 1881 року завод викупив підприємець Карл Рьохлінг. Через два роки на заводі було збудовано і задуто першу доменну піч. Старі пудлінгові і зварочні печі були демонтовані. Натомість було збудовано ще п'ять доменних печей — у 1885, 1888, 1891, 1893, 1903 роках. Друга доменна піч, збудована 1885 року, за де-якими даними була найбільшою доменною піччю свого часу. [джерело?]
На заводі було також впроваджено томасівський процес виробництва сталі. Для цього Рьохлінг спеціально придбав патент у англійського металурга Сідні Джілкріста Томаса.
1897 року почалося будівництво коксових батарей з кількістю коксових печей понад 150.
Згодом були збудовані агломераційні машини для виробництва агломерату. Завод був найбільшим виробником чавуну і сталі у Німеччині.

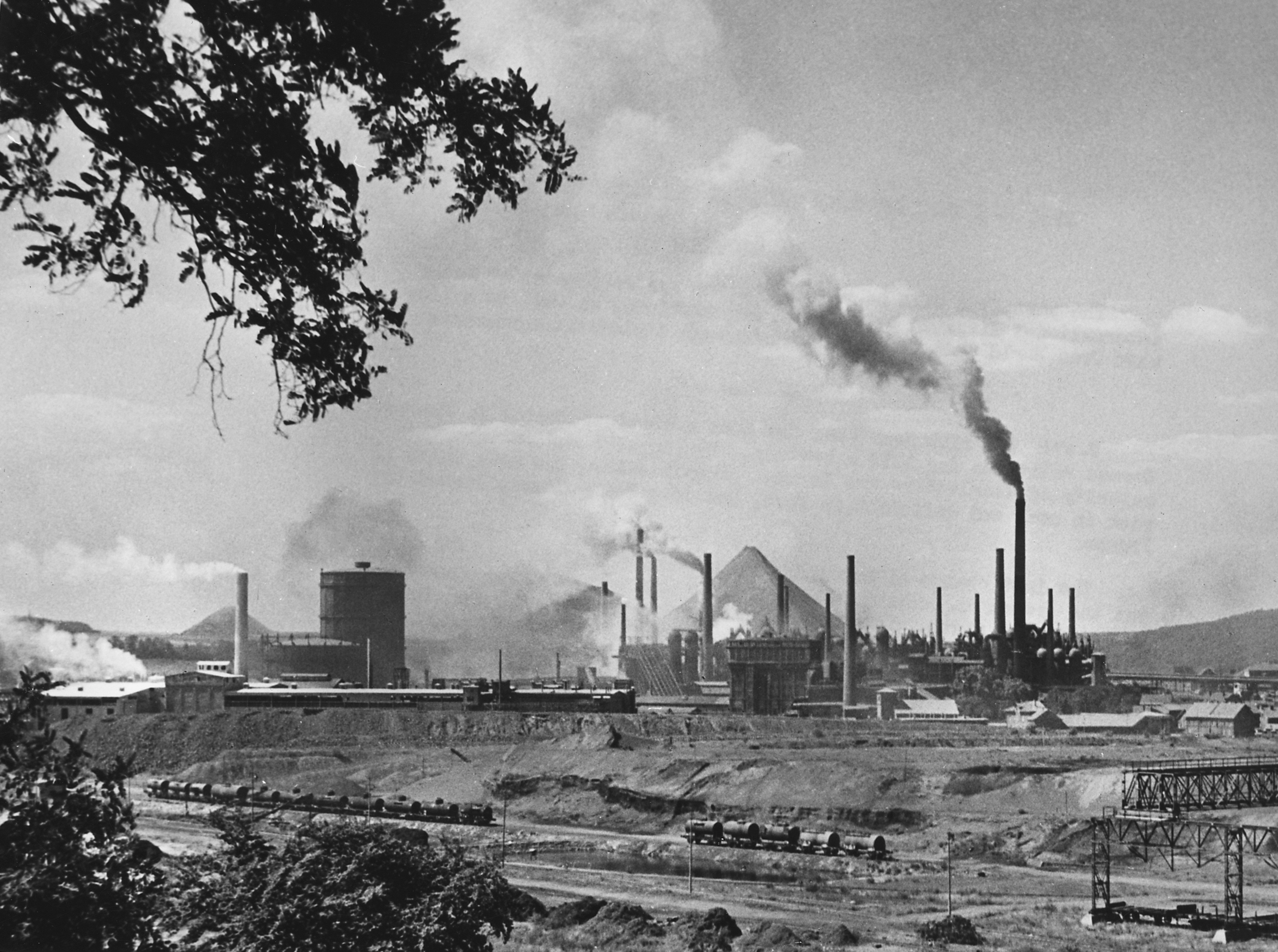
Фольклінгенський металургійний завод. Між 1948–1955 роками.

Після Другої світової війни на заводі працювало до 17000 людей.
Однак, з часом почало відчуватися моральне старіння і фізичне старіння обладнання. Після світової кризи 1970-х років виробництво почало спадати і внаслідок нестачі засобів, зокрема, для модернізації доменних пічей у червні 1986 року комбінат припинив свою діяльність. Відразу ж після цього влада федеральної землі Саар надала комбінатові статус пам'ятника промисловості.

## Сучасність
Сьогодні колишній Фольклінгенський металургійний комбінат є музеєм, в якому відвідувачі можуть познайомитись з принципами роботи металургійного підприємства.

## Галерея

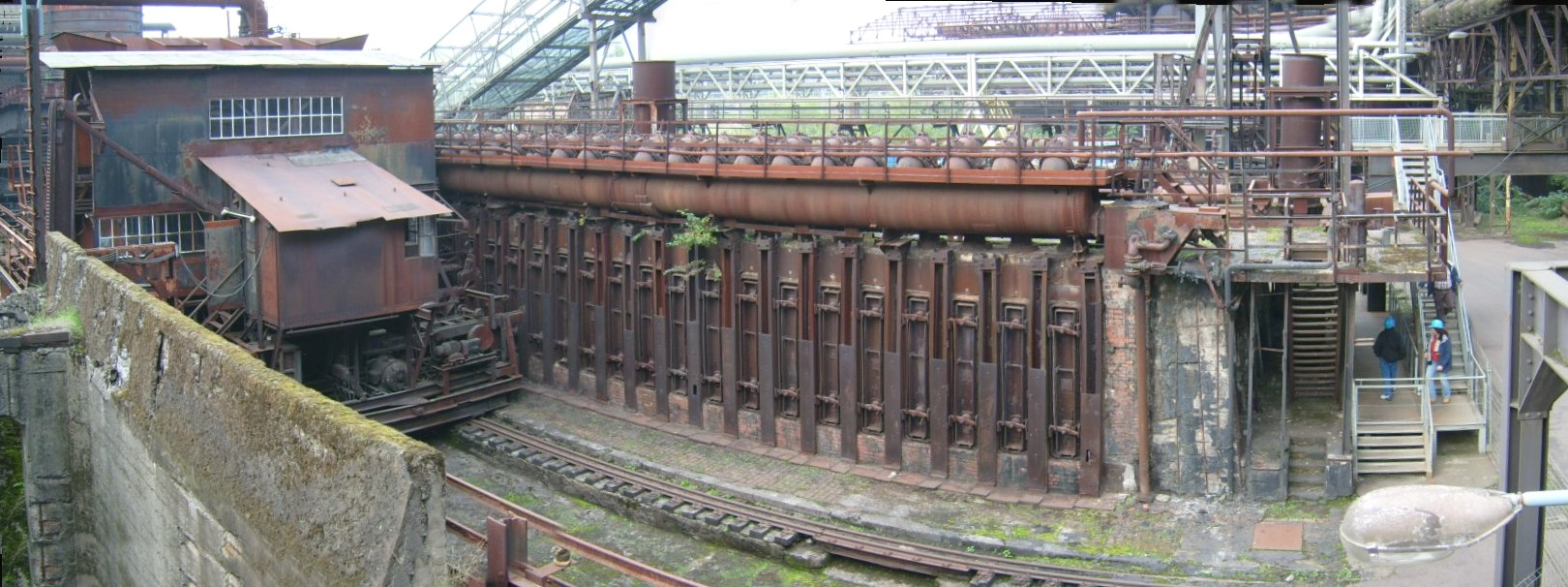
Коксові батареї.
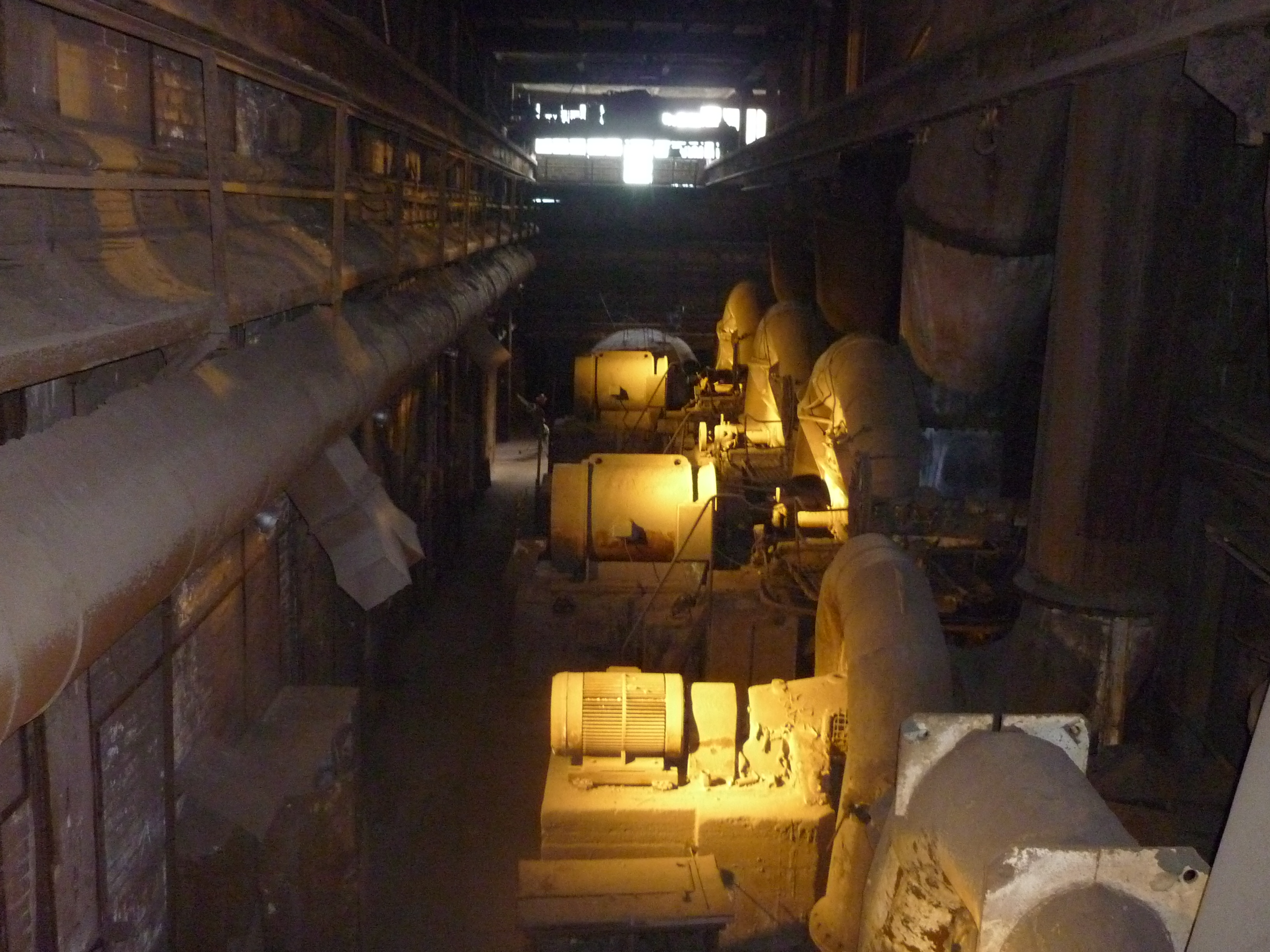
В одному з приміщень аглофабрики.
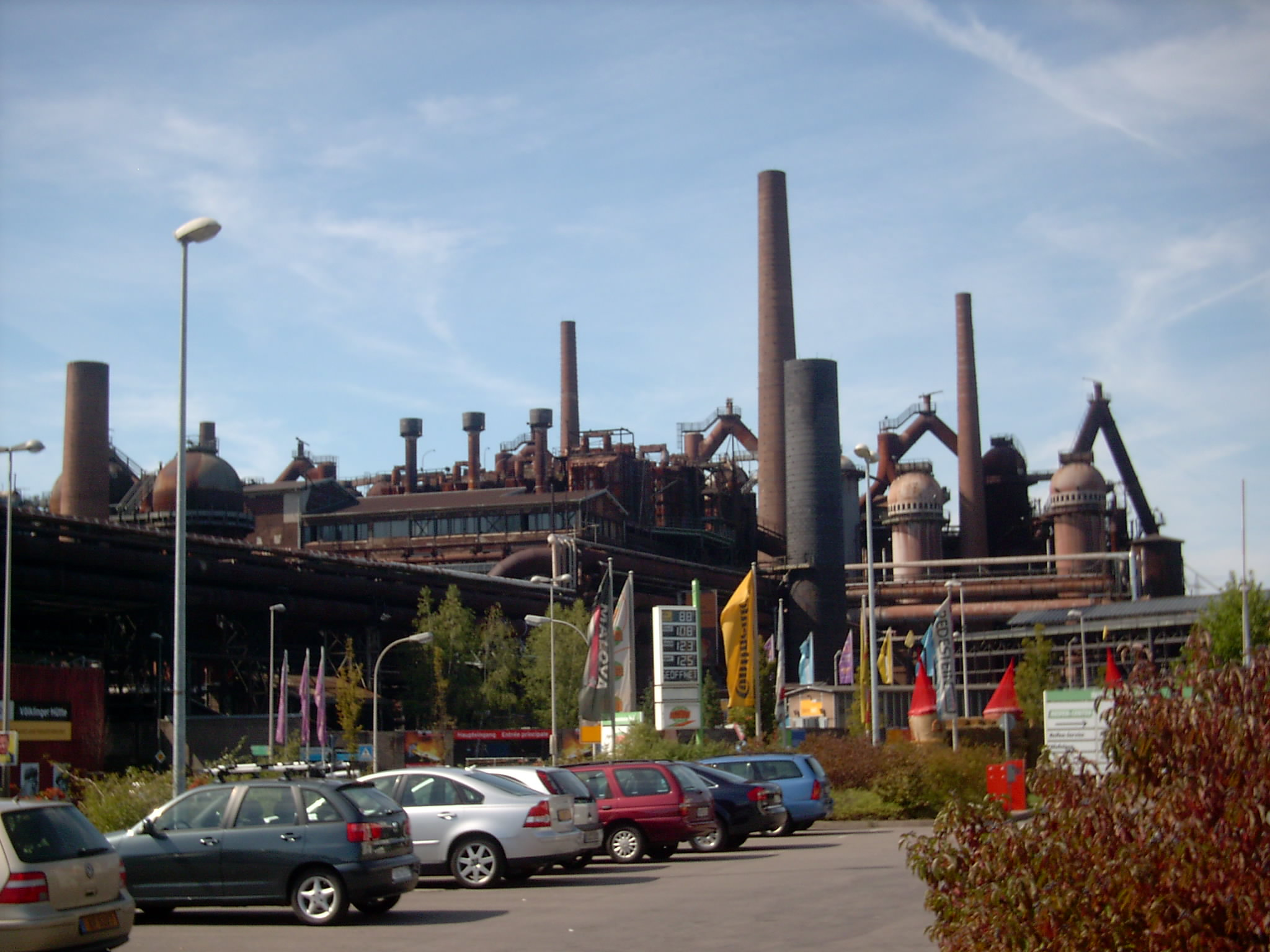
Вид на доменний цех.
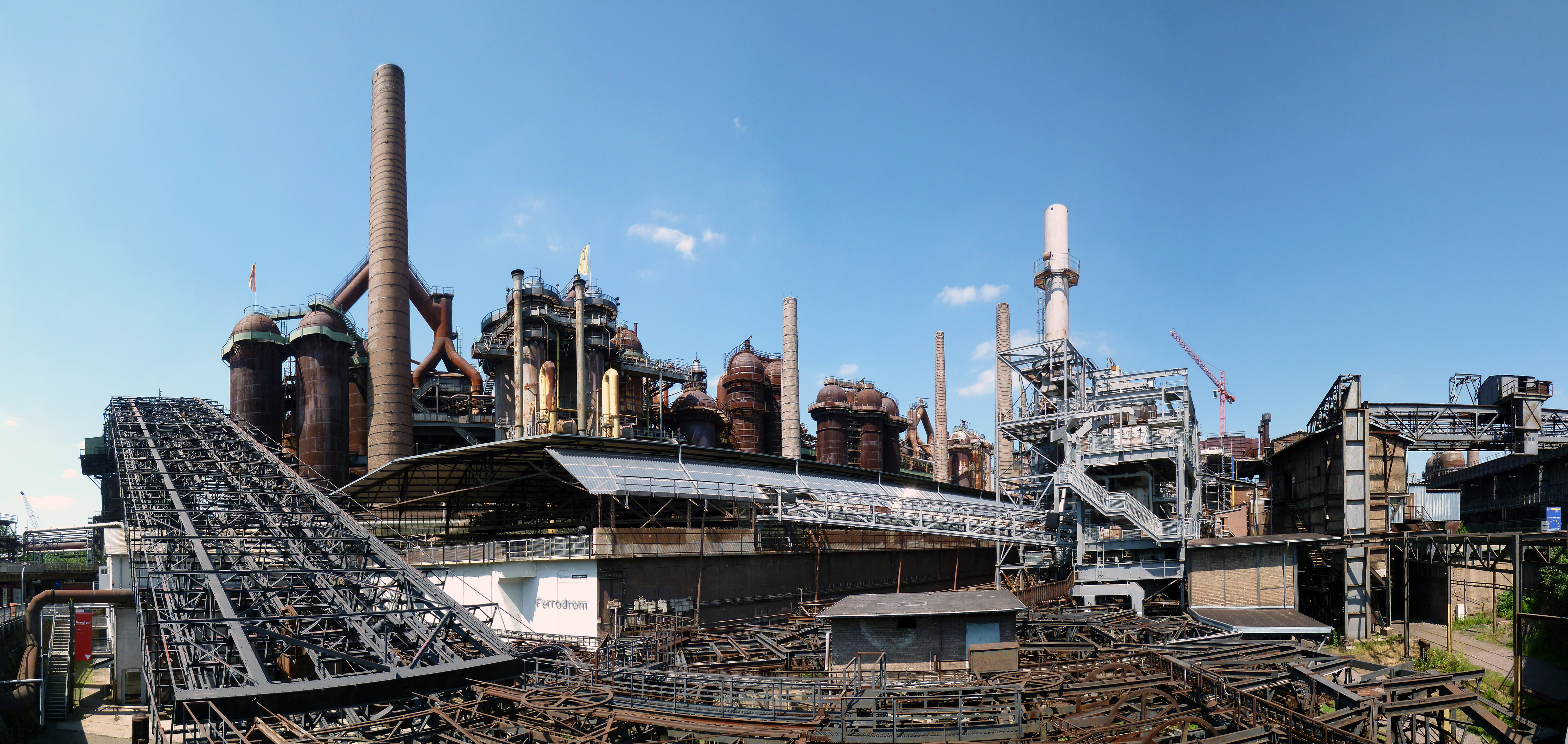
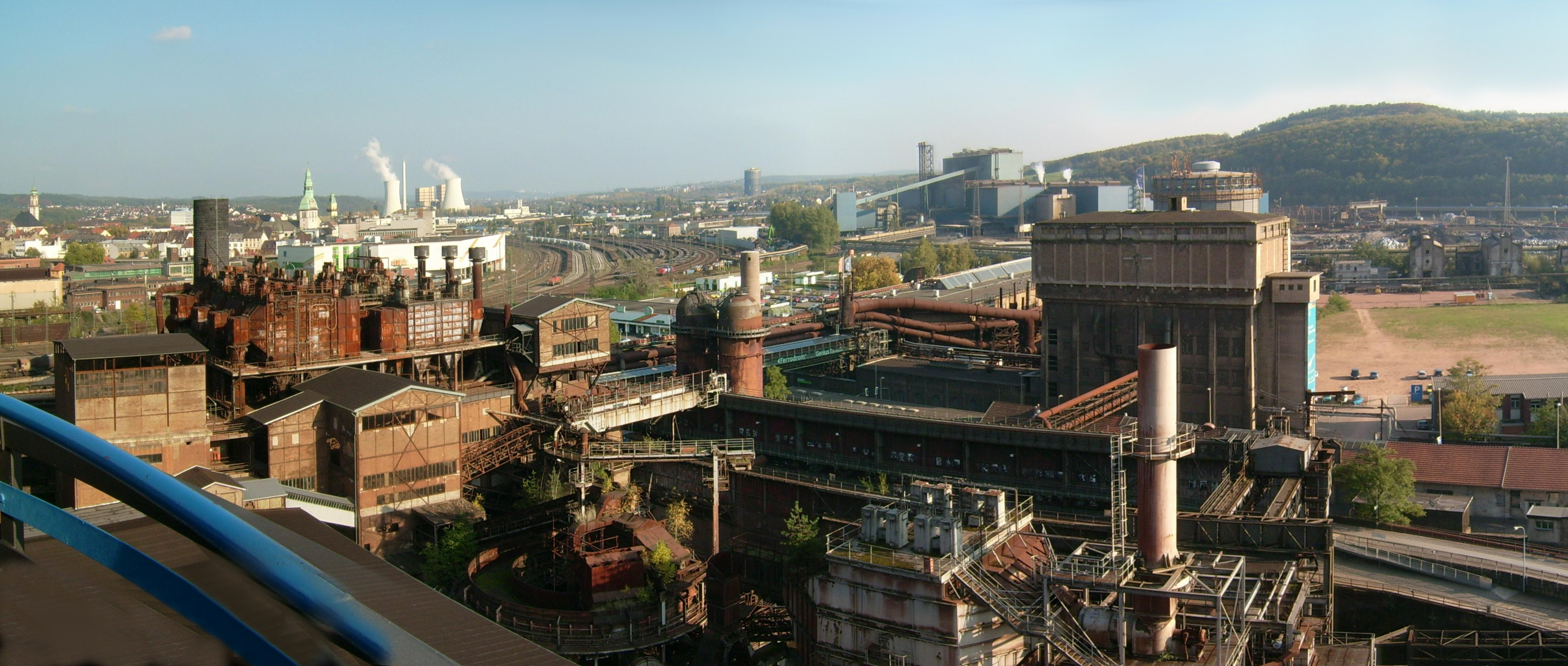
Вид, що відкривається з однієї з доменних печей.
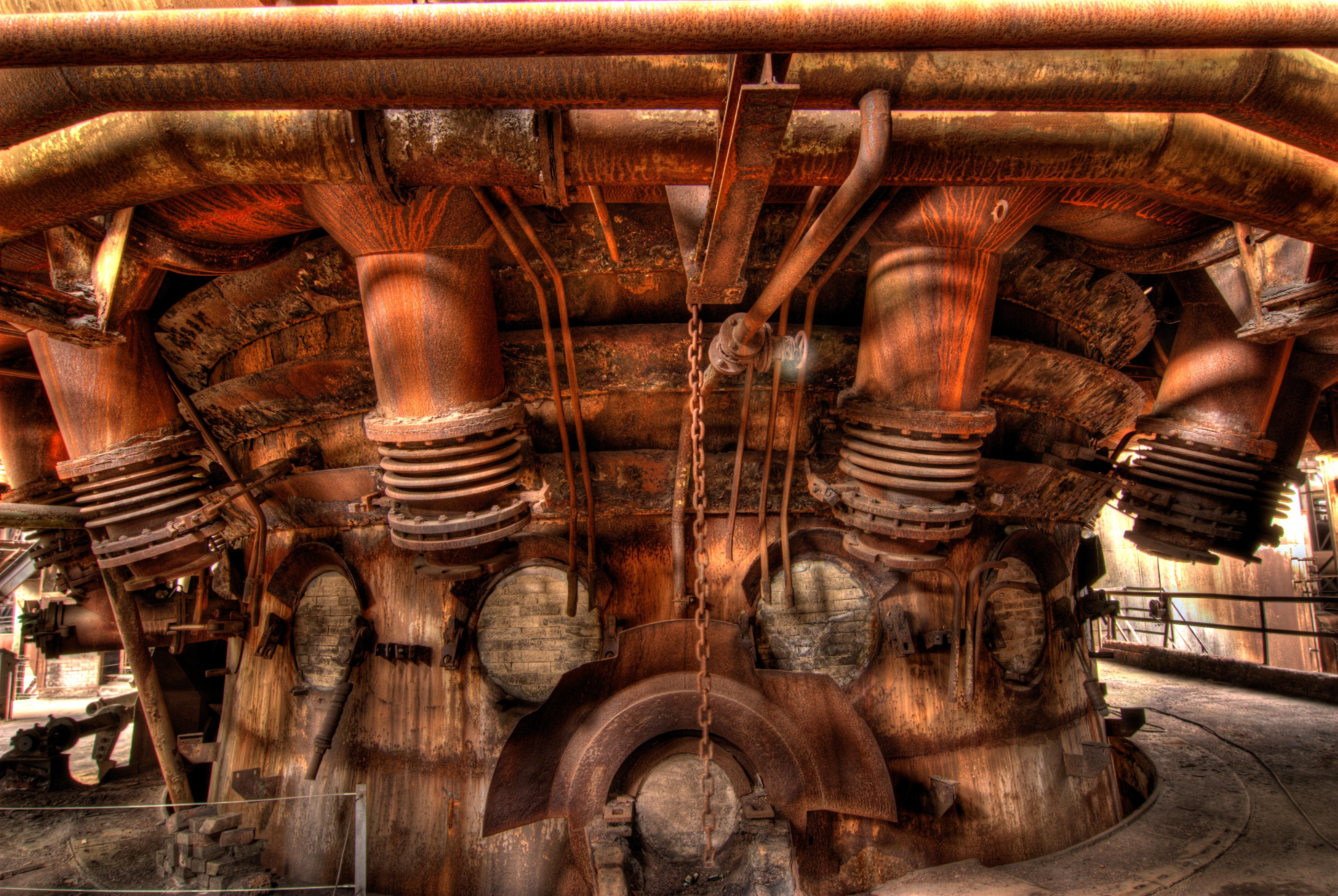
На фурменній зоні однієї з доменних печей.